# Forca do Lobo
Forca do Lobo (llamada oficialmente A Forca do Lobo) es una aldea española situada en la parroquia de Cesullas, del municipio de Cabana de Bergantiños, en la provincia de La Coruña, Galicia.

## Demografía
| Gráfica de evolución demográfica de Forca do Lobo entre 2000 y 2019 |
|                                                                     |
| Datos según el nomenclátor publicado por el INE.                    |